# Saint Anselm College
Il Saint Anselm College è un'università privata di indirizzo cattolico con sede a Manchester, nello stato americano del New Hampshire.
Il college fu fondato nel 1889 dai monaci benedettini della congregazione americana cassinese della Saint Anselm Abbey di Manchester. Lo stato del New Hampshire concesse al college la facoltà di concedere i titoli accademici nel 1895.